# Chaméane
Chaméane korábbi község (település) Franciaországban, Puy-de-Dôme megyében. 2019. január 1-jén Vernet-la-Varenne községgel egyesült és Le Vernet-Chaméane új község része lett.
Lakosainak száma 162 fő (2018. január 1.). Chaméane Condat-lès-Montboissier, Saint-Étienne-sur-Usson, Saint-Genès-la-Tourette, Saint-Quentin-sur-Sauxillanges és Vernet-la-Varenne községekkel határos.

## Népesség
A település népességének változása:
| Lakosok száma | 151  | 153  | 163  | 162  | 162  |
|               | 2013 | 2015 | 2016 | 2017 | 2018 |